# Bombardeio de fragmentação de Mykolaiv
O bombardeio de fragmentação em Mykolaiv, foi um bombardeio realizado em 13 de março de 2022, durante a invasão russa da Ucrânia, as Forças Armadas russas bombardearam Mykolaiv na Ucrânia com munições de fragmentação, matando nove civis.

## Vítimas e danos
Nove civis que esperavam na fila de um caixa eletrônico foram mortos no ataque. As explosões também danificaram casas e edifícios civis. A Human Rights Watch (HWR) analisou o incidente e descobriu que as forças russas usaram munições cluster Smerch e Uragan nas áreas densamente povoadas sem justifficativa militar para impor tamanho risco aos civis da região.

## Crimes de guerra
Devido à natureza inerentemente indiscriminada das munições cluster, a Human Rights Watch descreveu seu uso em Mykolaiv como um possível crime de guerra russo.